# Hemigenia purpurea
Hemigenia purpurea là một loài thực vật có hoa trong họ Hoa môi. Loài này được R.Br. mô tả khoa học đầu tiên năm 1810.

## Hình ảnh

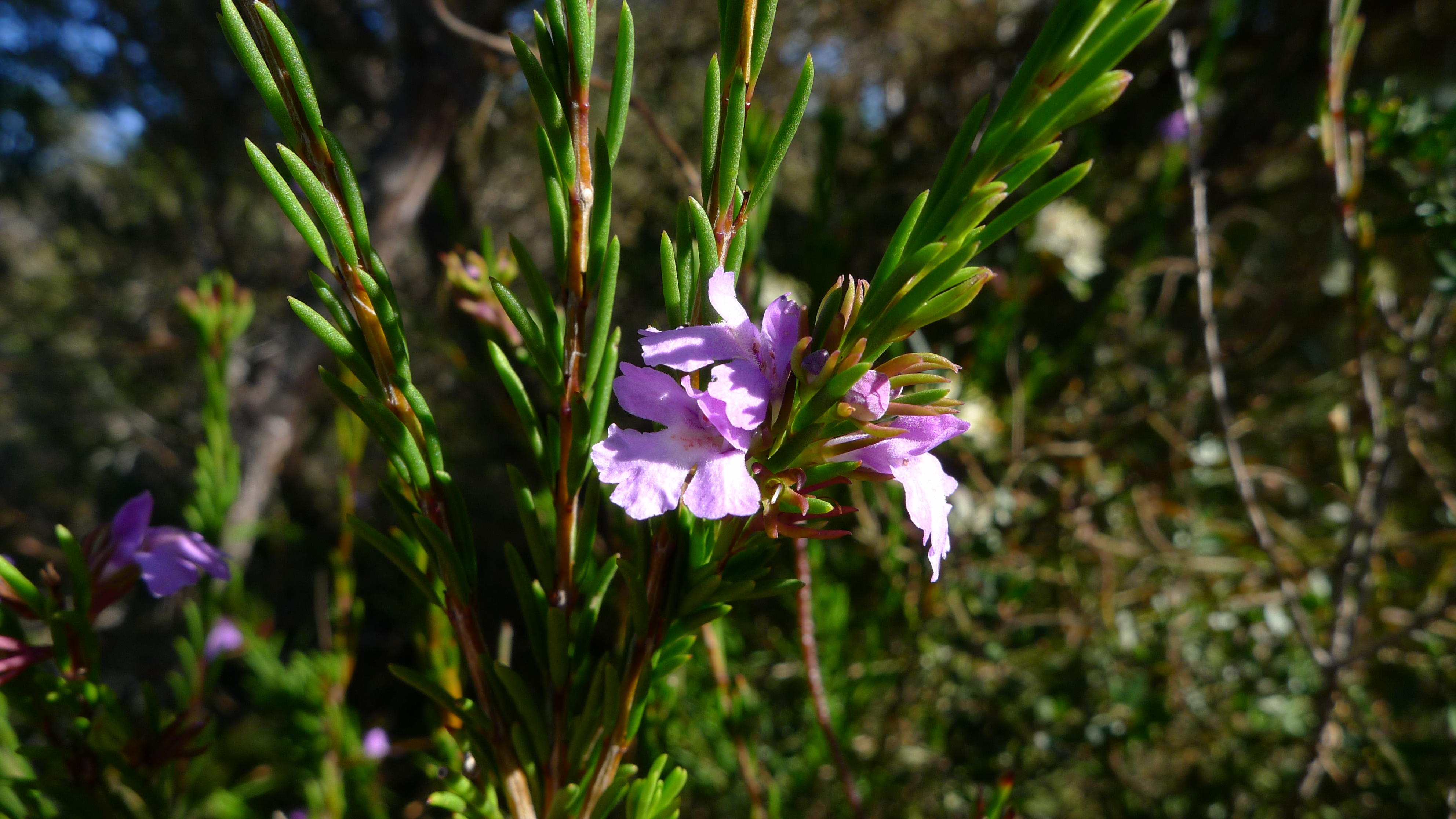